# Niška Banja
Niška Banja (en serbe cyrillique : Нишка Бања) est une ville et une municipalité de Serbie situées dans le district de Nišava. Au recensement de 2011, la ville comptait 4 180 habitants et la municipalité dont elle est le centre 14 098.
La municipalité de Niška Banja est une des cinq municipalités composant la ville de Niš. La ville de Niška Banja, quant à elle, est une station thermale, réputée pour ses eaux chaudes et radioactives. 

## Géographie
Niška Banja est située au sus-est de la Serbie, à 10 km au sud de Niš, à proximité de la confluence de la Nišava et de la Morava méridionale. Sur le territoire de la municipalité se dresse le mont Koritnjak, qui se trouve à l'ouest de la Suva planina et culmine à 808 m d'altitude.

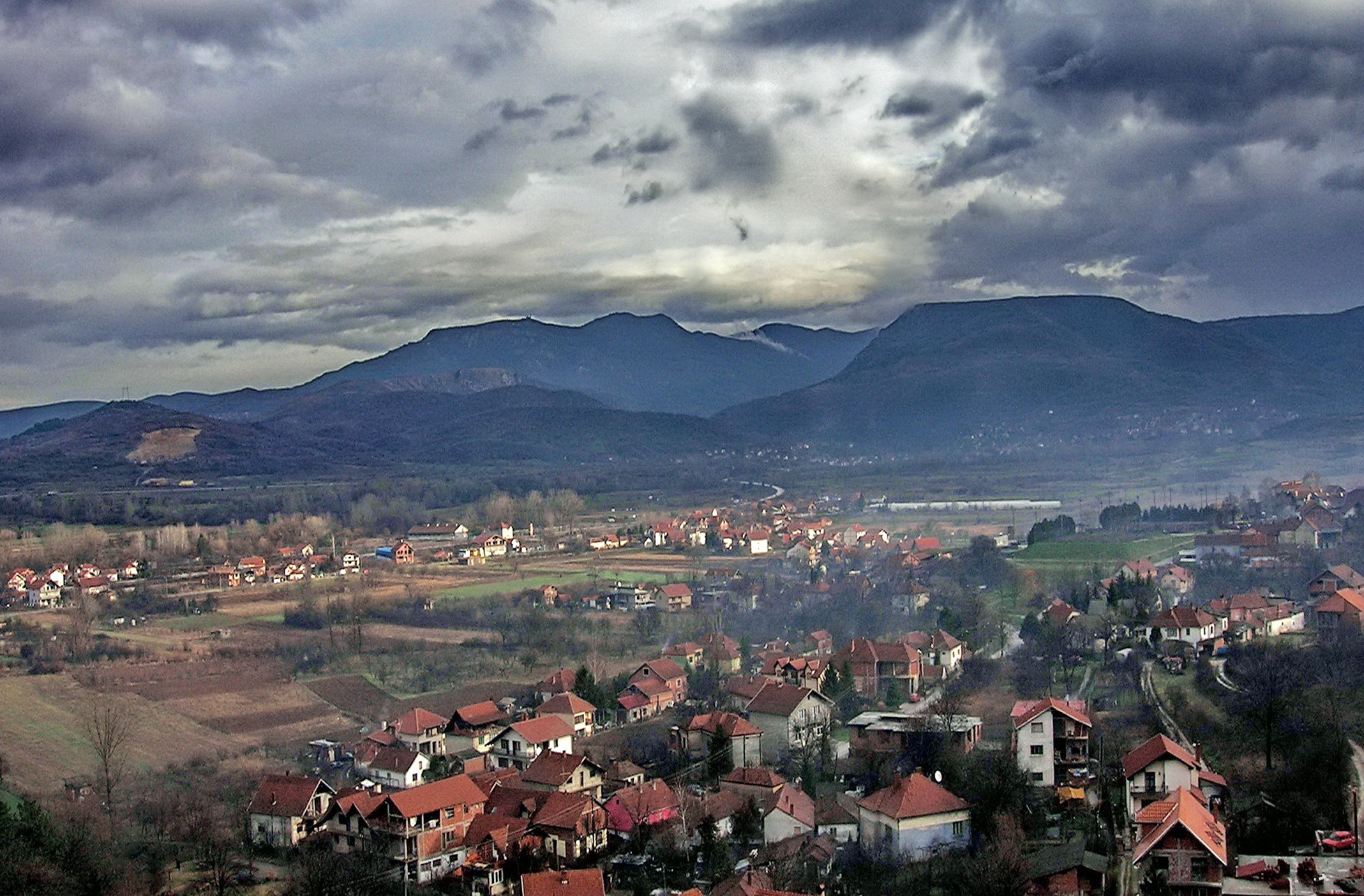
La Suva planina vue de Niška Banja

## Climat
Niška Banja possède un climat continental tempéré, avec une température moyenne annuelle de 12,2 °C. Les étés y sont modérément chauds et les automnes doux, avec une moyenne de 12,4 °C.

## Histoire
Niška Banja est mentionnée pour la première fois en 448. La ville conserve les vestiges d'anciens thermes romains, attestant de son activité thermale dès cette époque.
Dans les années 1930, elle connut un important développement et de nombreuses villas et hôtels furent construits sur son territoire, des parcs et des promenades furent aménagés pour l'agrément des visiteurs. De nos jours, Niška Banja est la troisième station thermale la plus populaire de Serbie, après Vrnjačka Banja et Sokobanja.

## Localités de la municipalité de Niška Banja

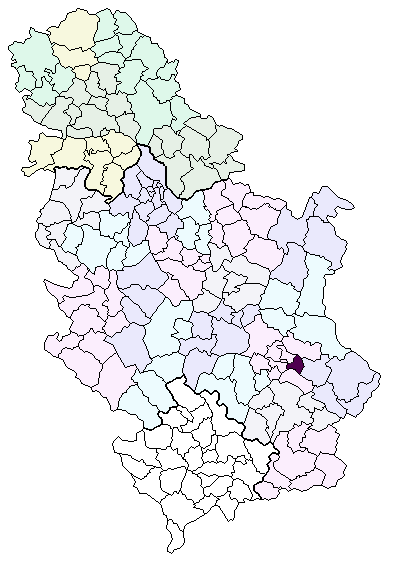
Localisation de la municipalité de Niška Banja en Serbie

La municipalité de Niška Banja compte 18 localités :
| - Bancarevo - Gornja Studena - Donja Studena - Jelašnica - Koritnjak - Kunovica - Lazarevo Selo - Manastir - Nikola Tesla | - Niška Banja - Ostrovica - Prva Kutina - Prosek - Ravni Do - Radikina Bara - Rautovo - Sićevo - Čukljenik |

Niška Banja est officiellement classée parmi les « localités urbaines » (en serbe : градско насеље et gradsko naselje) ; toutes les autres localités sont considérées comme des « villages » (село/selo).

## Religions (2012)

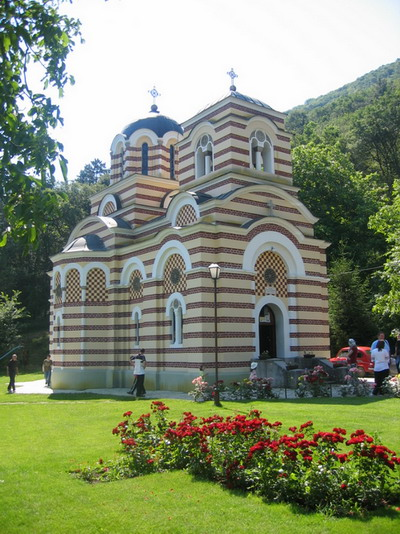
L'église Saint-Élie de Niška Banja

## Démographie

### Ville

#### Évolution historique de la population dans la ville
| 1948 | 1953  | 1961  | 1971  | 1981  | 1991  | 2002  | 2011  |
| ---- | ----- | ----- | ----- | ----- | ----- | ----- | ----- |
| 910  | 1 168 | 1 991 | 3 131 | 3 854 | 4 179 | 4 437 | 4 180 |

## Politique
À la suite des élections locales serbes de 2008, les 19 sièges de l'assemblée municipale de Niška Banja se répartissaient de la manière suivante :
| Parti                                                                                       | Sièges |
| ------------------------------------------------------------------------------------------- | ------ |
| Parti démocratique de Serbie - Nouvelle Serbie - Pour une municipalité de Niška Banja forte | 6      |
| Parti radical serbe                                                                         | 4      |
| Liste « Zaplanje moja kuća » (« Le Zaplanje, ma maison »)                                   | 3      |
| Parti démocratique                                                                          | 3      |
| G17 Plus                                                                                    | 1      |
| Parti socialiste de Serbie - Parti des retraités unis de Serbie - Serbie unie               | 1      |
| Parti réformiste                                                                            | 1      |

Zoran Vidanović, membre du Parti démocratique de Serbie de l'ancien premier ministre Vojislav Koštunica, a été élu président (maire) de la municipalité.

## Culture

### Divers
Il existe une chanson populaire serbe dont le titre est Нишка Бања (Niška Banja). Cette chanson célèbre la joie de vivre des Nišlije (les habitants de Niš) et parle du désir de flirt d'un jeune homme de Niš. 
La chanson peut être écoutée sur Youtube.
Les paroles (avec une traduction en anglais) sont disponibles via le lien dans les références à la fin de cet article. 

## Tourisme

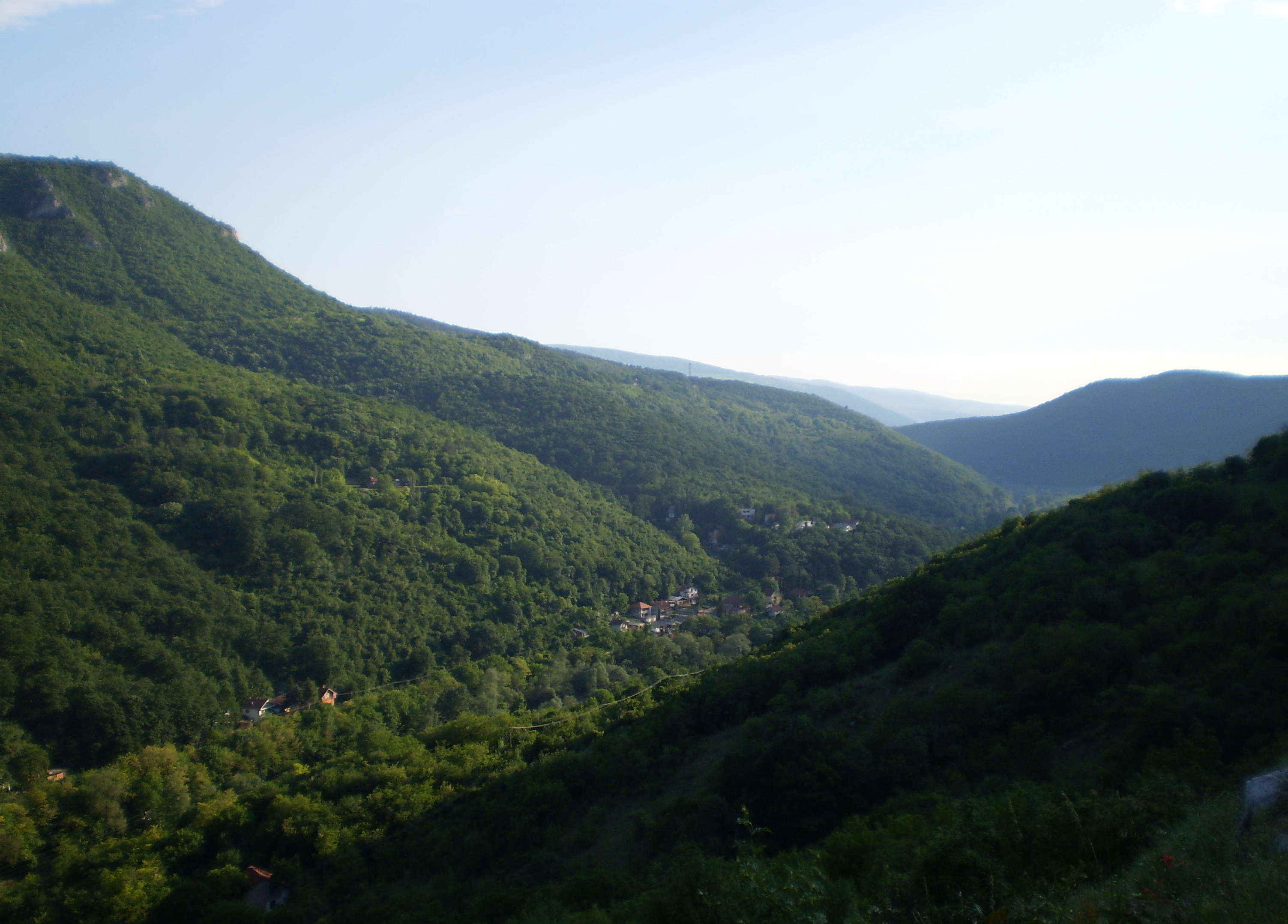
La gorge de Sićevo

La région de Niška Banja abrite de nombreux sites naturels comme la gorge de Sićevo (en serbe : Sićevačka klisura), qui s'étend sur 17 km sur le parcours de la rivière Nišava, ou la gorge de Jelašnica (Jelašnička klisura), qui, en raison de la richesse de sa flore, a été transformée en réserve naturelle. Les monts de la Suva planina sont situés à proximité de la ville, avec les pics du Trem (1 810 m), du Sokolov kamen, du Kolov kamen, du Mosor, du Crni kamen de la Širina.

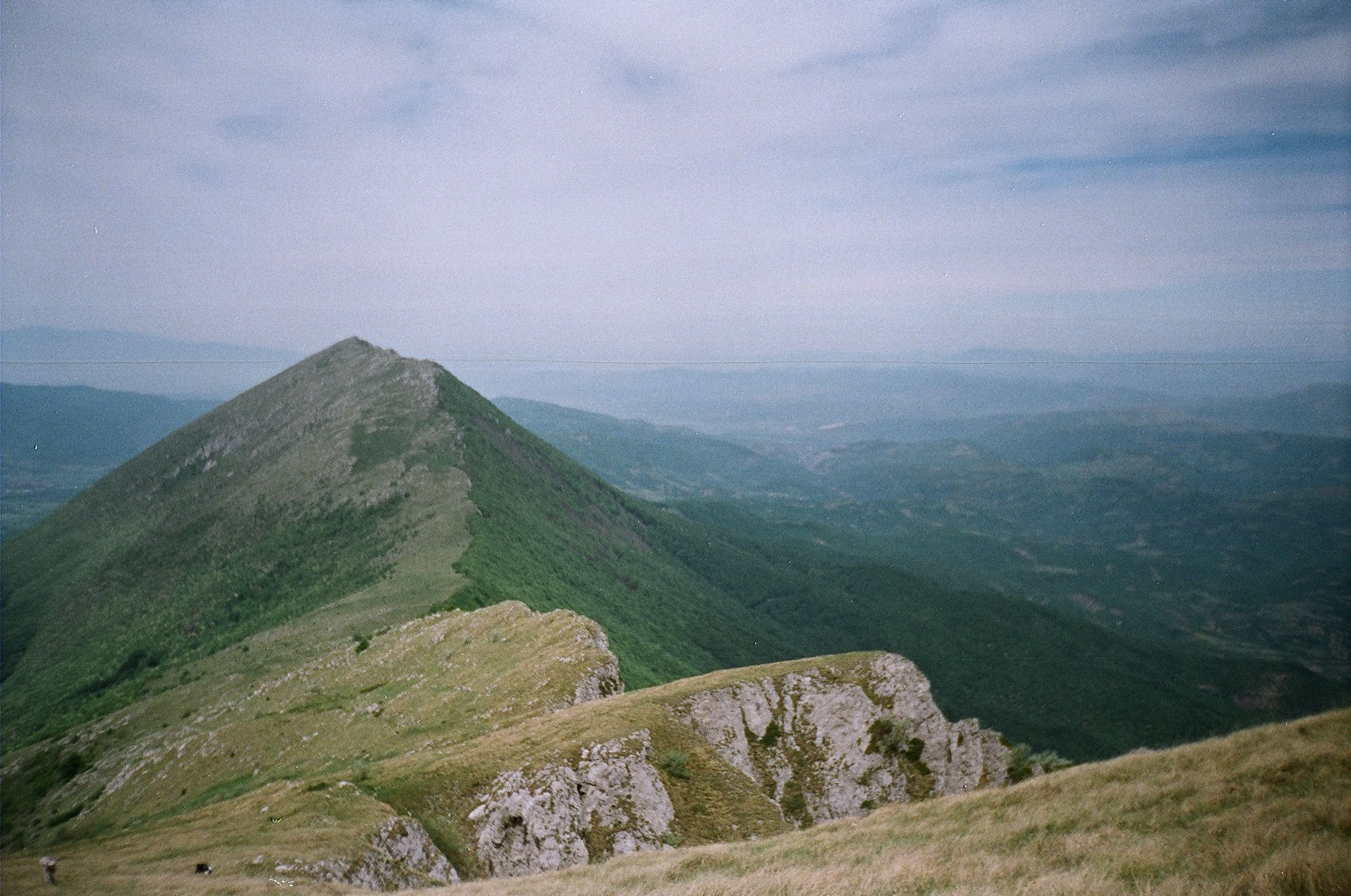
Le mont Sokolov kamen

## Coopération internationale
Niška Banja a signé des accords de partenariat avec les villes suivantes :
- Jumelage
  -  Sofádes (Grèce)
- Autre
  -  Bad Homburg (Allemagne)